# Kikapú
Los kikapúeso quicapúes (kickapoo en inglés) son un pueblo que habitan tanto en Estados Unidos como en México. En Estados Unidos habitan en las reservas en Oklahoma, Kansas y Texas. En México, residen en el ejido de El Nacimiento en el municipio de Melchor Múzquiz en el Estado de Coahuila, así como en Tamichopa y San José de los Pozos, municipio de Bacerac, en el estado de Sonora y también en el estado de Durango. 

## Nombre
En México se prefiere el término kikapú, tanto en singular como en plural, para denominar a este pueblo indígena y en los términos kikapús y kikapúes representan una castellanización no muy apreciada por los kikapú. En inglés se les denomina kickapoo y en el idioma kikapú se denominan kikapua para una persona y kikapuaki para varias personas. Estos términos derivan de kikaapoa que significa "los que andan por la tierra". Algunos autores relacionan dichos términos con la palabra kiwigapawa o kiwikapawa que quiere decir "el que se mueve por aquí o por allá".

## Historia
Según etnólogos, vinieron de las nieves del norte de Canadá. Se ubicaron en el centro norte del hoy Estados Unidos, en lo que hoy es el estado de Indiana. A mediados del siglo XVIII fueron obligados a huir, por los colonizadores, hacia el sur. Muchos se establecieron en los estados de Oklahoma y Kansas. Un pequeño grupo continuó huyendo hasta entrar a la Nueva España. Carlos III les otorgó territorios en Coahuila en las riberas de los Ríos San Angelo y Sabinas. Guadalupe Victoria, después de la Independencia, les cedió tierras en Texas. En 1850 los ubicaron en el municipio de Múzquiz donde viven actualmente. Benito Juárez les dio la posesión definitiva de las tierras. En 1919, Venustiano Carranza les donó 7000 hectáreas. Lázaro Cárdenas además de visitarlos, confirmó sus derechos y les proporcionó apoyos para sus trabajos agrícolas. 
Sus tierras son áridas, cuentan con el agua de las lluvias, afluentes del río Sabinas y frescos manantiales. Hay palmeras, nogales, árboles frutales y en la parte alta, pinos. La región es llamada Nacimiento. Cultivan maíz, frijol, calabaza y tienen algo de ganado. Los gobiernos de Estados Unidos y México les han proporcionado algunos derechos por ser considerados un grupo étnico de la región previo a la existencia de los estados nacionales, ya que sus principales asentamientos se encuentran los estados de Oklahoma, Texas y Coahuila, por ello pueden transitar libremente cruzando la frontera sin la estricta documentación que se solicita por lo general a las personas que ingresan a estos dos países. En las reservas del sur de Texas, la tribu es propietaria de uno de los centros de entretenimiento y apuestas más importantes del estado, el Kikapoo Lucky Eagle Casino. 
El subsuelo es rico en minerales. En ello tienen fuentes de trabajo en la zona industrial de Monclova. Cuando no hay empleo emigran de braceros a los Estados Unidos de América.

## Religión
Los kikapú son muy celosos de sus creencias y tradiciones. Su religión influye en todos los aspectos de su vida. En su mitología Kitzihiata es el espíritu creador. Divinidad superior cosmogónica que domina todo lo existente: material o no, y las fuerzas que los interconectan. Kitzihiata salvó a los kikapúes de no perecer en un diluvio universal, hace miles de años, para ayudar a repoblar la tierra. Por lo tanto, son un pueblo elegido. 
Todo lo orgánico, incluyendo a la humanidad, y lo inorgánico, tiene vida propia, poder, y estamos interrelacionados con la Tierra y el cosmos. Cuando un familiar fallece, su cuerpo no se extingue, pasa a formar parte de la tierra y renace. Sólo traspasa otra etapa y entra en otra dimensión. Cuando lo entierran, atrás de su casa, siembran encima de la tumba un árbol, ser con espíritu, que compartirá su nueva vida con sus seres queridos. Ellos cultivaban sus propios alimentos.

## Gobierno

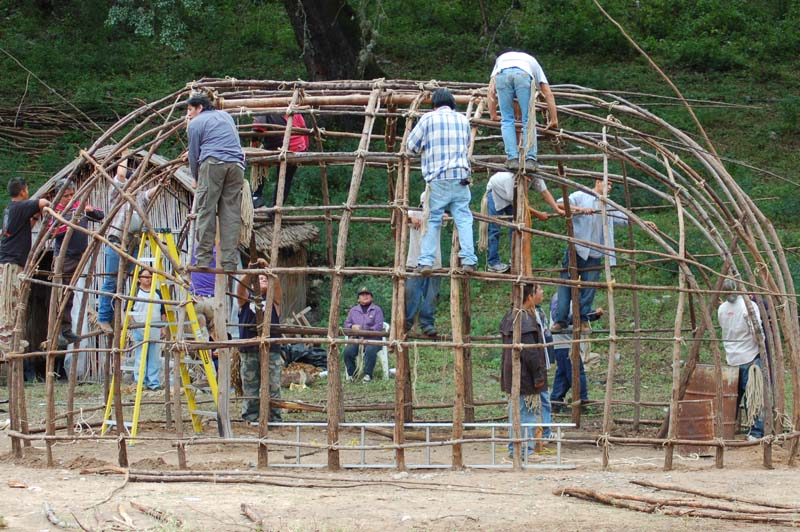
Construyendo una Vivienda de Invierno o Apakuenikane. En la población de Nacimiento, Coahuila.

El gobierno de los kikapú en México, está presidido por un "capitán" con poder civil y religioso. Es elegido por ellos, su sabiduría es reconocida y su identidad y respetabilidad intachable. Dirige las ceremonias, arregla los problemas, enseña y es su representante ante otras autoridades.

## Vestimenta

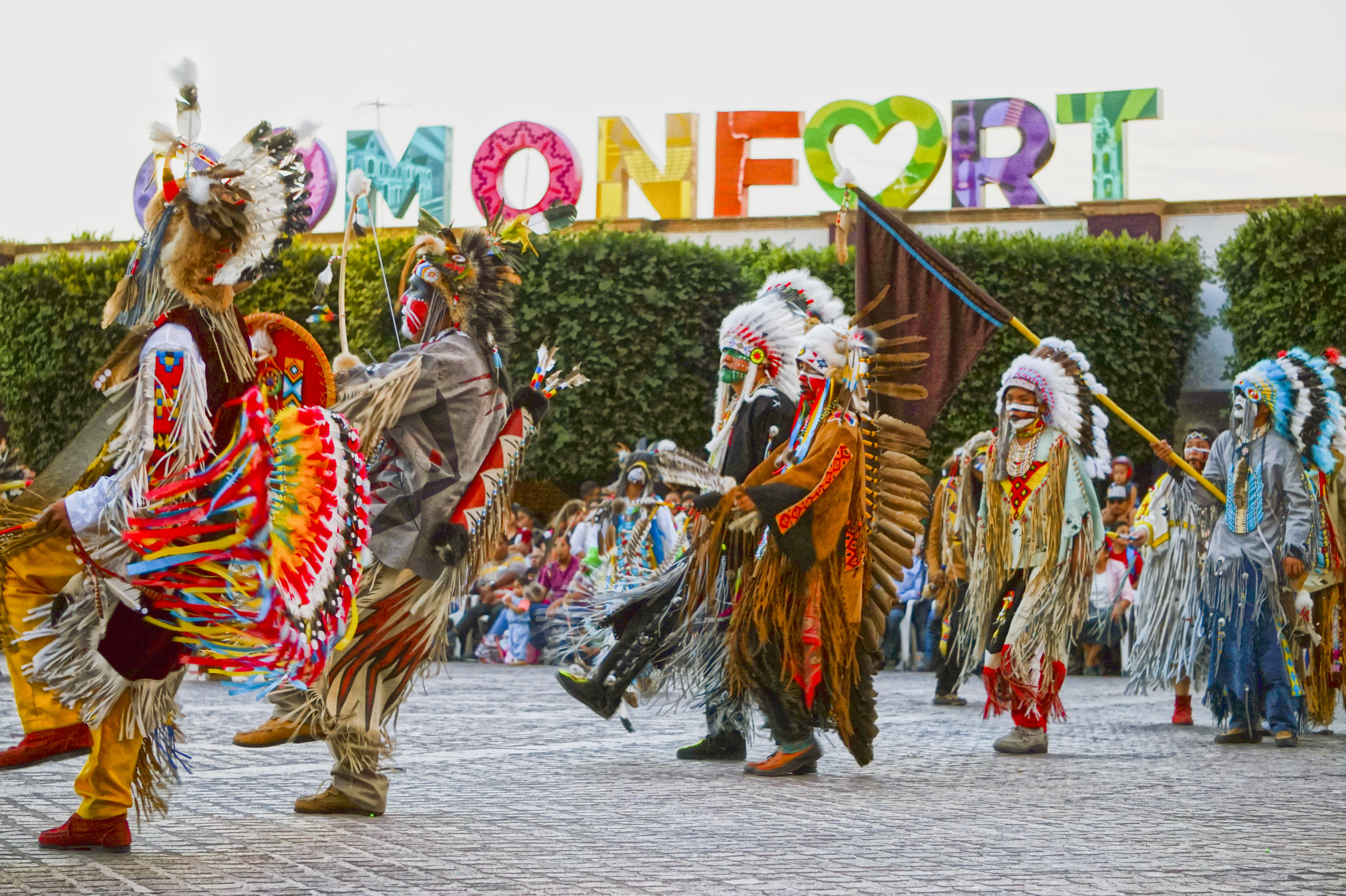
Muestra de danza kikapú en Comonfort, Guanajuato.

Usan pantalones de tela, un largo chaleco y chaparreras de gamuza bordada en chaquira. Calzan unos mocasines o tehuas también de esta piel y bordados. Las mujeres llevan faldas, camisas o vestidos amplios de telas de colores. Son expertos en curtir.

## Vivienda
Tienen dos tipos de casas. La de verano o casa india Utinekane y la "apakuenikane" para el invierno las cuales se caracterizan por tener una forma de domo y estar hechas principalmente de pasto y ramas.

## Cacería
La cacería se llevaba a cabo en dos niveles: en el ceremonial, vinculado a lo religioso, y en el cotidiano de carácter secular. Pero ambos formaban una unidad, cuando se consideraba que su vida era penetrada por lo espiritual; es decir, la cacería, una actividad necesaria para su subsistencia material era, en última instancia, un don del Gran Espíritu, a quien se dirigía toda su vida. Así, Red Bird comentó cómo los guerreros y cazadores de los lacota se fueron a pedir al Gran Espíritu (Wakan Tanka) para que protegiera a su tribu en tiempos de la guerra y en los campos de cacería, porque todo el beneficio proviene de él, sobre todo, para los que cumplen su voluntad.
Así, cada clan tiene su tótem que, en general, pertenece al reino vegetal o animal, incluso a fenómenos cósmicos. Las tribus de cazadores eran también recolectoras, expuestas día y noche a la naturaleza y al cosmos. En el caso de las tribus cazadoras predominaban los emblemas de animales de caza que protegían y fortalecían al clan.

## Galería

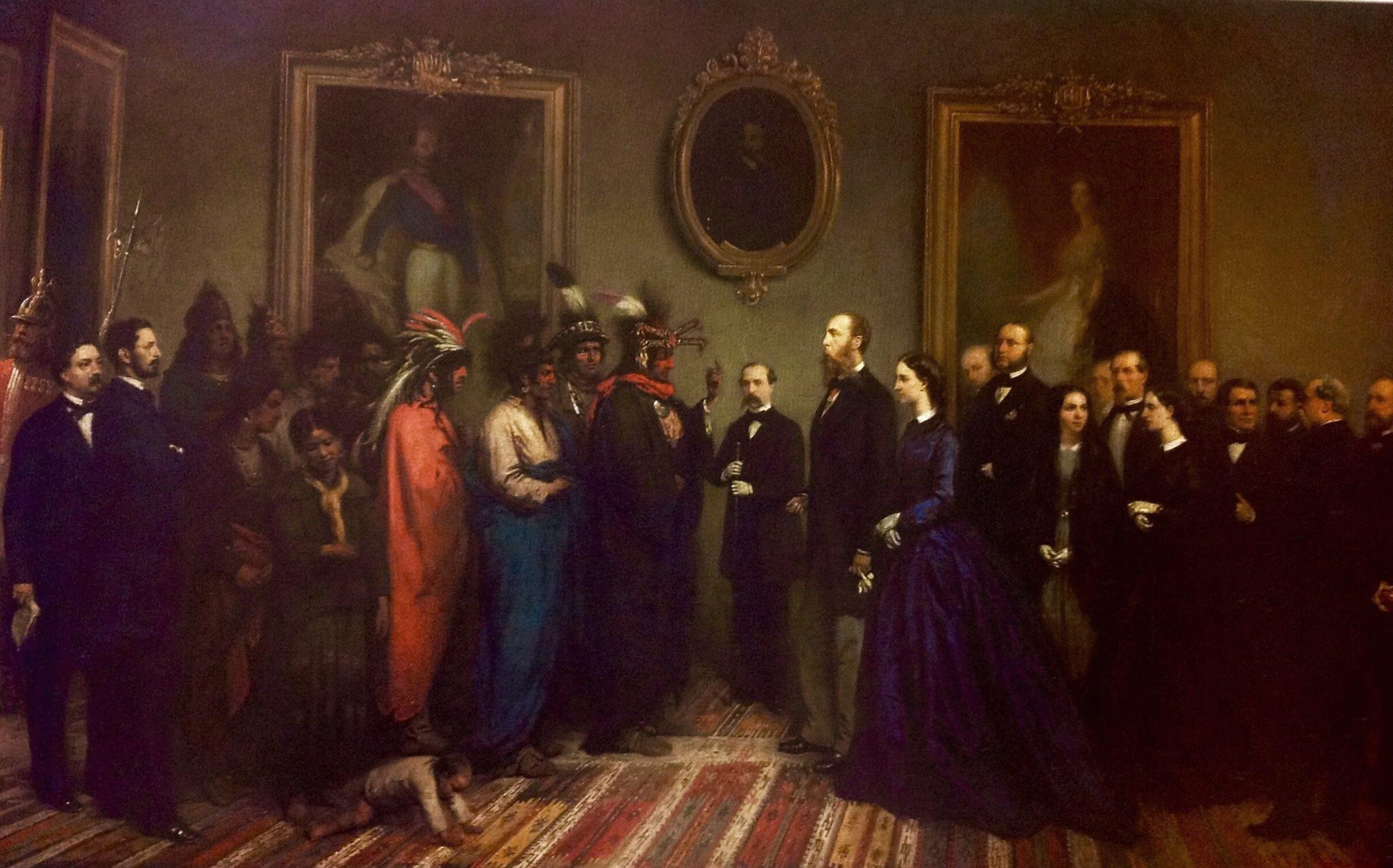
En 1865 los kikapú visitaron a Maximiliano y Carlota en Chapultepec
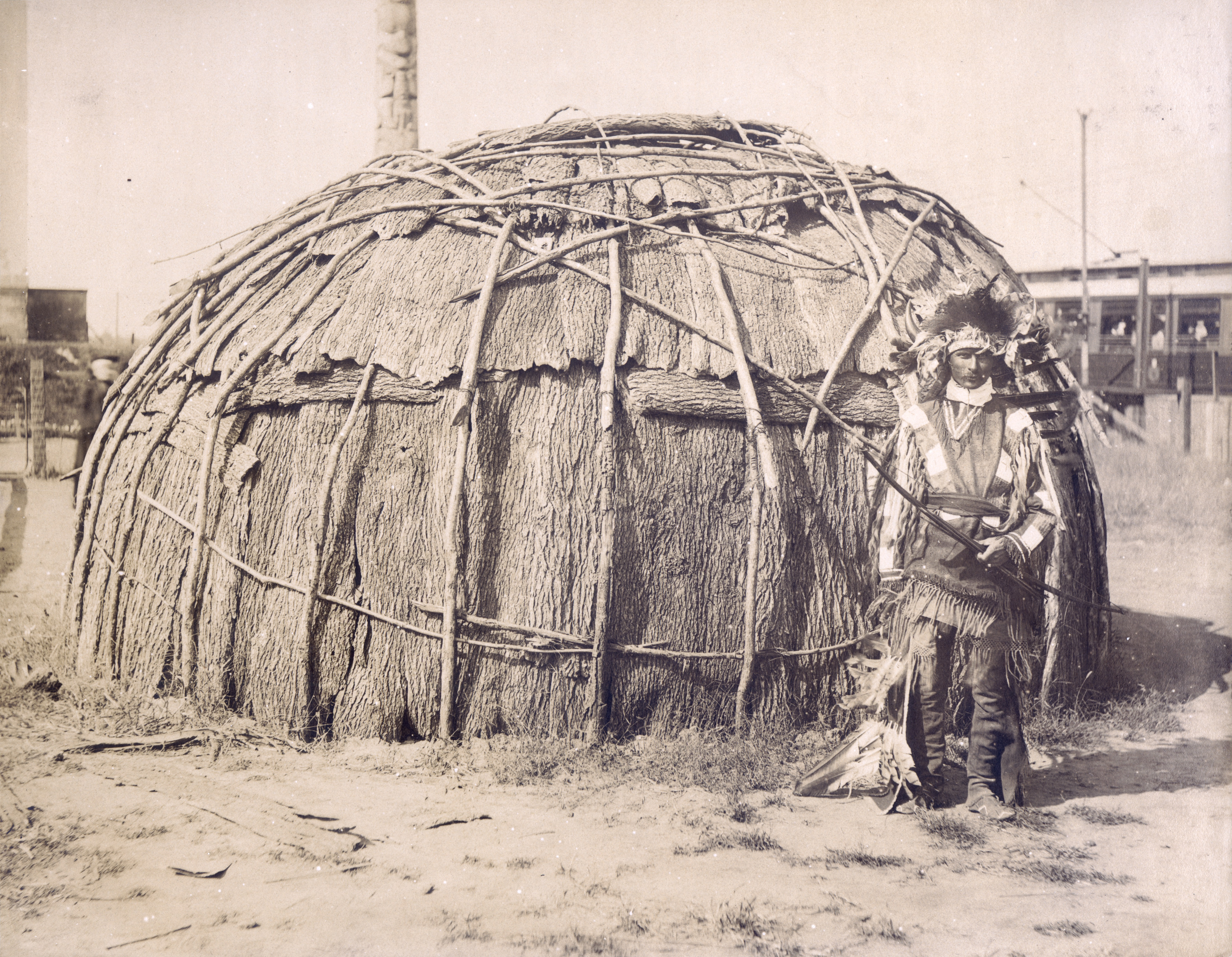
Un kikapú frente a su casa en 1904
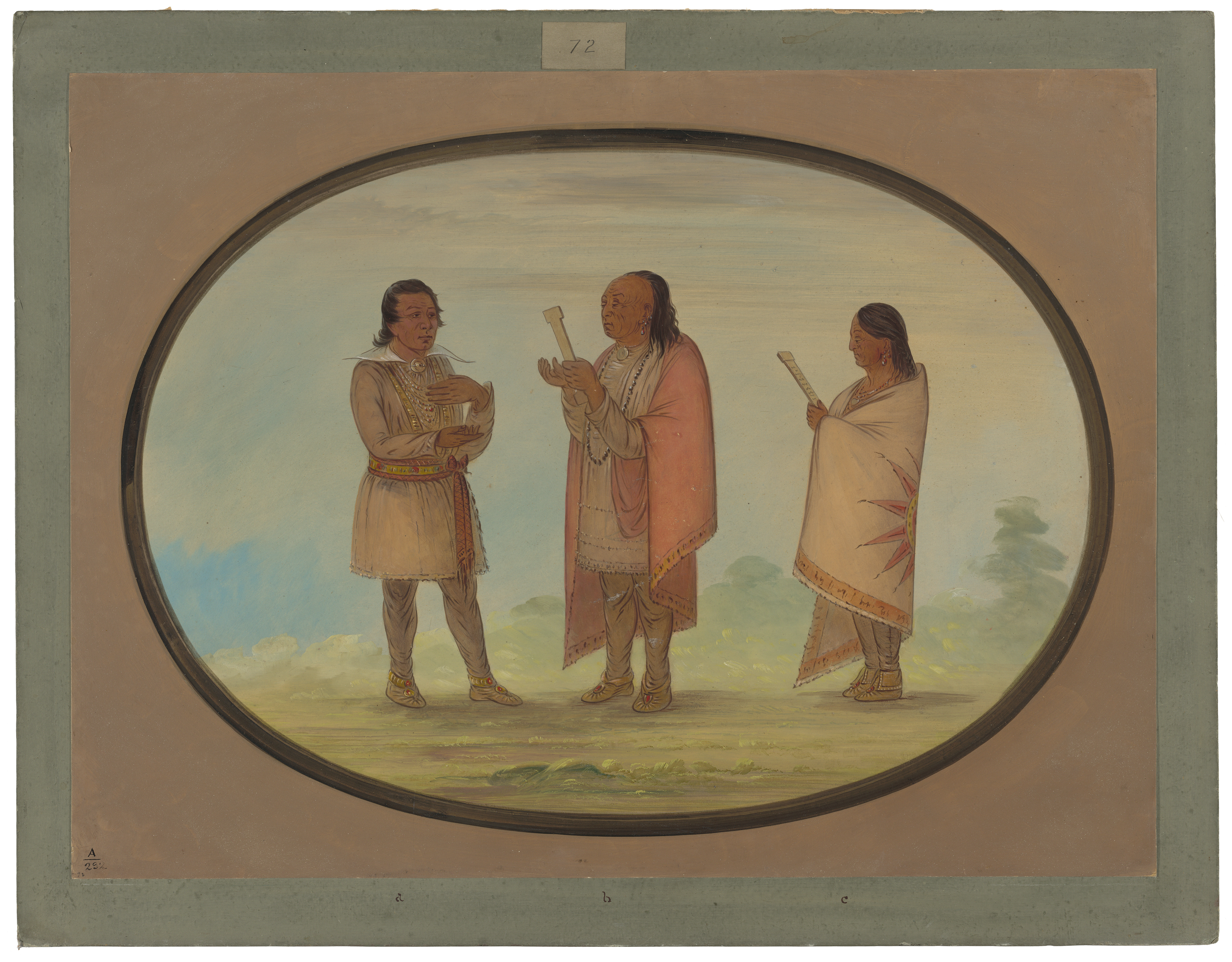
Kikapús dibujados por George Catlin en los 1860s
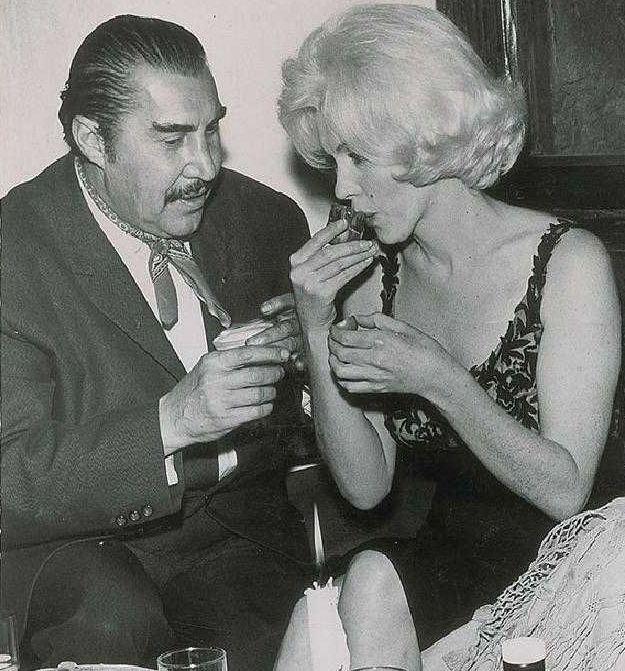
Emilio Fernández "el Indio", mestizo kikapú, con Marilyn Monroe
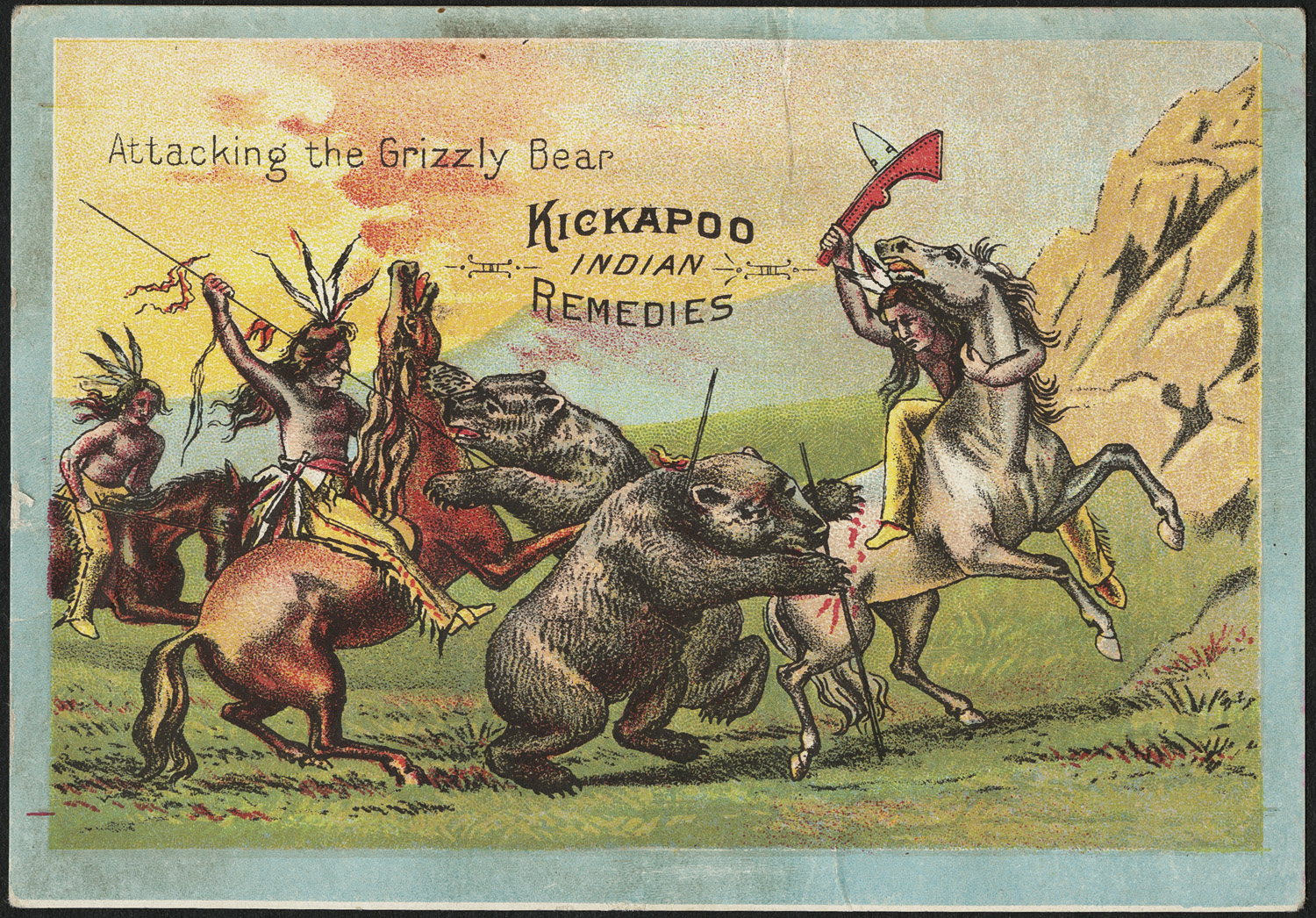
Atacando al oso gris. Etiqueta de un remedio médico kikapú (anverso)
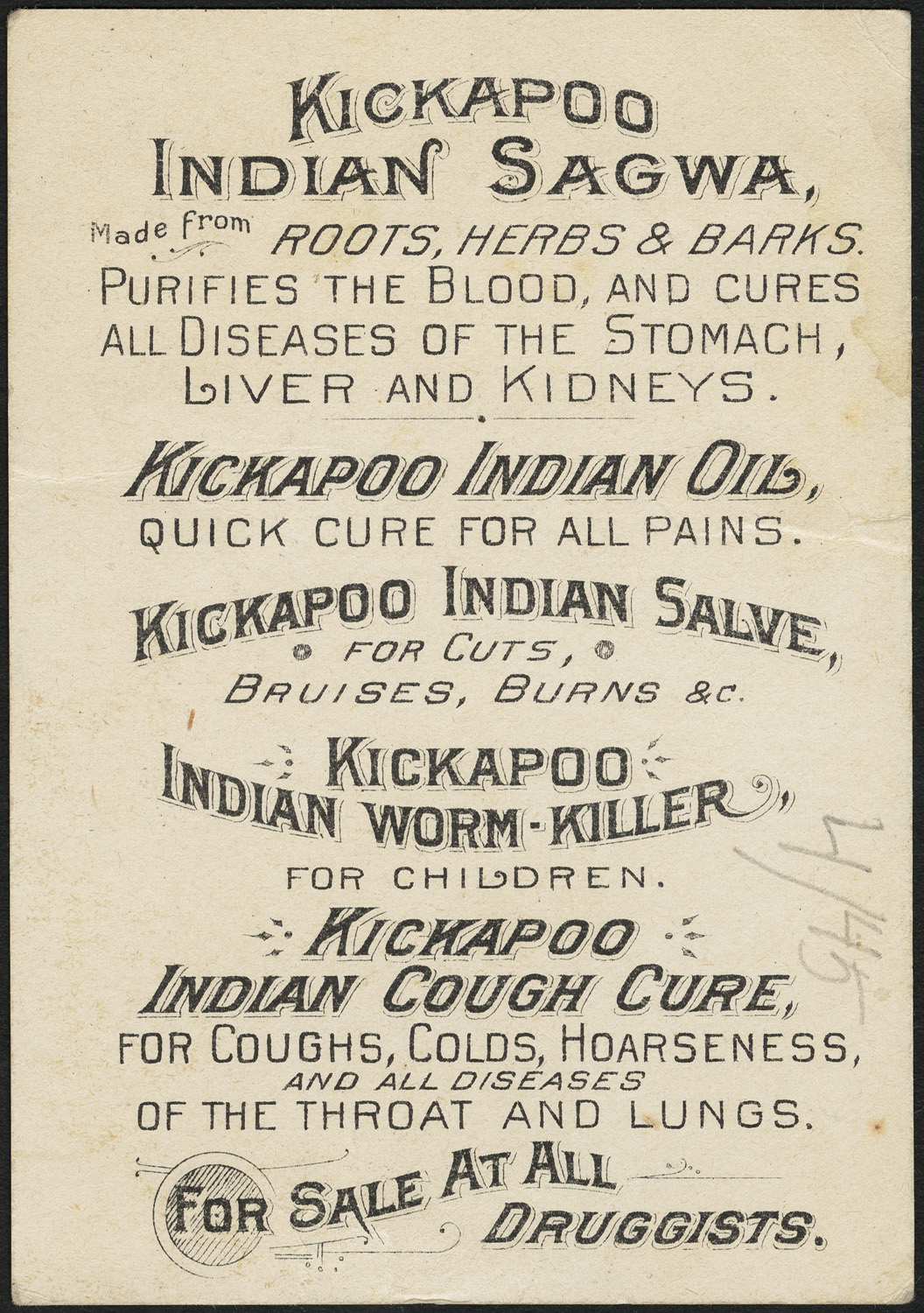
Atacando al oso gris. Reverso de la etiqueta